# Banc Africà del Desenvolupament
El Banc Africà del Desenvolupament (AFDB, també conegut com BAD en francès) és un organisme financer per al desenvolupament dels països africans amb seu a Abidjan des de setembre de 2014. És un proveïdor financer per als governs africans i les empreses privades que inverteixen als països membres regionals (RMC). Se centra en la concessió de préstecs i en l'ajuda tècnica per dur a terme projectes de desenvolupament, bàsicament referits a infraestructures. Va ser fundat el 1964 per l'Organització de la Unitat Africana, que és la predecessora de la Unió Africana. Consta de tres entitats: el Banc Africà de Desenvolupament, el Fons Africà de Desenvolupament i el Fons Fiduciari de Nigèria.

## Missió
La missió del BAfD és lluitar contra la pobresa i millorar les condicions de vida al continent mitjançant la promoció de la inversió de capital públic i privat en projectes i programes susceptibles de contribuir al desenvolupament econòmic i social de la regió.

## Història
Després del final del període colonial a Àfrica, el creixent desig d'una unitat més gran al continent va conduir a l'elaboració de dos projectes entre els que es trobaven la creació de l'Organització de la Unitat Africana (creada el 1963, posteriorment substituïda per la Unió Africana), i un altre per a un banc de desenvolupament regional.
Es va presentar un projecte d'acord amb els alts funcionaris africans i després la Conferència de Ministres de Finances sobre la creació d'un Banc Africà de Desenvolupament. Aquesta conferència va ser convocada per la Comissió Econòmica de les Nacions Unides per a Àfrica (UNECA) a Khartum (Sudan) del 31 de juliol al 4 d'agost. En ella, vint-i-tres governs africans van signar el 4 d'agost de 1963 l'acord pel qual es creava el Banc Africà de Desenvolupament (BAfD), que va entrar en vigor el 10 de setembre de 1964.
La reunió inaugural del Consell de Governadors del Banc es va celebrar del 4 al 7 de novembre de 1964 a Lagos (Nigèria). La seu del Banc es va obrir a Abidjan (Costa d'Ivori) el març del 1965 i les operacions del Banc van començar l'1 de juliol del 1966.
Des del febrer del 2003 fins al setembre del 2014, el Banc va operar des de la seva Agència de Reubicació Temporal a Tunis (Tunísia), a causa del conflicte polític imperant a Costa d'Ivori durant la guerra civil ivoriana de l'època. El Banc va poder tornar a la seva seu original a Abidjan a finals de 2013, una vegada superada la crisi política.
El juny del 2015, més de 1.500 empleats havien tornat a la seu del Banc a Abidjan, d'un total de més de 1.900 empleats del Banc.
Tot i que, al principi, només els països africans podien ingressar al banc, des del 1982 es permet també l'entrada de països no africans.
Des de la fundació, el BAfD ha finançat 2.885 operacions, per un total de 47.500 milions de dòlars. El 2003, va rebre una qualificació AAA de les principals agències d'avaluació de crèdit i tenia un capital de 32.043 milions de dòlars. El novembre del 2019, es va informar que el capital del banc era de 208.000 milions de dòlars.
A l'informe anual 2022 del Banc Africà de Desenvolupament (BAD), es va registrar una disminució del creixement del PIB d'Àfrica fins al 3,8%, per sota del 4,8% de l'any anterior. La setzena reposició del Fons Africà de Desenvolupament (ADF-16), que ofereix préstecs i subvencions en condicions favorables, va comportar una millora financera significativa, reunint 8.900 milions de dòlars. D'aquests diners, es van destinar 429 milions de dòlars EUA específicament per a iniciatives relacionades amb el canvi climàtic . Els imports d'aprovació de projectes del Banc van assolir els 6.160 milions, la qual cosa s'acosta als 7.300 milions d'UC del 2019 abans de la pandèmia de COVID-19. Les àrees prioritàries estratègiques van experimentar un fort augment del finançament, i els projectes d'energies renovables també, ja que es van aprovar el 100% dels projectes de generació d'energia. La inversió en altres àrees clau també va augmentar: la seguretat alimentària va rebre 1.340 milions d'UC, la industrialització 1.590 milions d'UC i les infraestructures 1.130 milions d'UC. La cartera activa del Banc va créixer fins als 44.330 milions d'UC, amb una valoració satisfactòria del 58% dels projectes. Els desemborsaments de l'exercici van ascendir a 3.500 milions d'UC i el Banc va mantenir la seva qualificació creditícia AAA.

## Entitats de grup
El Grup del Banc Africà de Desenvolupament té dues entitats més::
- el Fons Africà de Desenvolupament (ADF)
- el Fons Fiduciari de Nigèria (NTF).

### Fons Africà de Desenvolupament
Establert el 1972, el Fons Africà de Desenvolupament va iniciar les seves operacions l'any 1974. La convenció del "Fons Africà de Desenvolupament" de les Nacions Unides per Combatre la Desertificació (UNCCD) 2004, ja no està disponible des del 2006. Brinda finançament per al desenvolupament en termes concessionals a RMC de baixos ingressos que no poden obtenir préstecs en els termes no concessionals del BAfD. Amb harmonia amb la seva estratègia creditícia, la reducció de la pobresa és l'objectiu principal de les activitats de l'ADF. Vint-i-quatre països no africans juntament amb l'AfDB constitueixen el seu estat de membre actual. El major accionista d'ADF és el Regne Unit, amb aproximadament el 14% del total de les accions actives, seguit dels Estats Units amb aproximadament el 6,5% del total de les accions amb dret a vot, seguit del Japó. amb aproximadament 5.4 per cent. El Banc de la Reserva Federal de Nova York va ser designat com a banc dipositant del fons segons telègrafs enviats des de l'Ambaixada dels Estats Units a Abidjan el 1976.
Les operacions generals de l'ADF són decidides per una Junta Directiva, sis de les quals són designades pels estats membres no africans i sis designades per l'AfDB entre els directors executius regionals del banc.
Les fonts de l'ADF són principalment contribucions i reemplaçaments periòdics d'estats membres no africans. El fons generalment es reposa cada tres anys, tret que els estats membres decideixin el contrari. Les donacions totals, a finals de 1996, pujaven a 12.580 milions de dòlars. L'ADF presta sense taxa d'interès, amb un càrrec per servei anual del 0,75%, una comissió de compromís del 0,5% i un període de reemborsament de 50 anys, inclòs un període de gràcia de 10 anys. La desena reposició del Regne Unit de l'ADF va ser el 2006.

### Fons Fiduciari de Nigèria
El Nigèria Trust Fund (NTF) va ser establert el 1976 pel govern de Nigèria amb un capital inicial de $80 milions. L'NTF té com a objectiu ajudar als esforços de desenvolupament dels membres més pobres del BAfD.
L'NTF utilitza els seus recursos per brindar finançament a projectes d'importància nacional o regional que promoguin el desenvolupament econòmic i social de les RMC de baixos ingressos les condicions econòmiques i socials dels quals requereixen finançament en termes no convencionals. El 1996, el NTF tenia una base de recursos total de $432 milions. Presta a una taxa d'interès del 4% amb un període de reemborsament de 25 anys, inclòs un període de gràcia de cinc anys. Els préstecs es poden utilitzar per a operacions de préstec en condicions concessionàries amb venciment a curt i llarg termini.

## Gestió i control
Està controlat per un Consell de Directors Executius, format per representants dels seus països membres. El poder de vot a la Junta es divideix segons la mida de la quota de cada membre, actualment del 60%-40% entre països africans (o "regionals") i països membres "no regionals" ("donants"). L'accionista més gran del Banc Africà de Desenvolupament és Nigèria amb gairebé el 9% dels vots. Tots els països membres estan representats a la Junta Directiva.
Akinwumi Ayodeji Adesina és el vuitè president electe del Grup del Banc Africà de Desenvolupament, després de prestar el jurament del càrrec l'1 de setembre de 2015. Presideix els consells d'administració tant del Banc Africà de Desenvolupament com del Fons de Desenvolupament Africà. Adesina va exercir com a ministre d'Agricultura i Desenvolupament Rural de Nigèria del 2011 al 2015.
Els governs membres estan representats oficialment pel seu ministre de Finances, Planificació o Cooperació, que forma part de la Junta de Governadors de l'organisme. Els governadors es reuneixen un cop l'any (a les reunions anuals cada maig) per prendre decisions importants sobre el lideratge, les direccions estratègiques i els òrgans de govern de la institució. Els governadors solen designar un representant del seu país per servir a les oficines de la Junta de Directors Executius.
Les decisions del dia a dia sobre quins préstecs i subvencions s'han d'aprovar i quines polítiques han de guiar el treball de l'organisme les pren el Consell d'Administració. Cada país membre està representat a la Junta, però el seu poder de vot i influència difereix en funció de la quantitat de diners que aporten.
El juny de 2020, el consell va acordar una revisió de la gestió del banc d'Adesina, que es presentà a la reelecció l'agost de 2020. Adesina va ser reelegit per unanimitat per a un segon mandat de cinc anys el 27 d'agost de 2020.

## Membres

Països beneficiaris del BAfD
Països beneficiaris del FDA
Països beneficiaris del BAfD i FDA
Països membres no africans

Països beneficiaris del BAfD:
| - Algèria - Botswana - Egipte - Guinea Equatorial - Swazilàndia - Gabon | - Maurici - Marroc - Namíbia - Seychelles - Sud-àfrica - Tunísia |

Països beneficiaris del FDA:
| - Angola - Benín - Burkina Faso - Burundi - Camerun - Cap Verd - República Centreafricana - Txad - Comores - República Democràtica del Congo - Congo - Djibouti - Eritrea - Etiòpia - Gàmbia - Ghana - Guinea - Guinea Bissau - Costa d'Ivori | - Kenya - Lesotho - Libèria - Madagascar - Malawi - Mali - Mauritània - Moçambic - Níger - Ruanda - São Tomé i Príncipe - Senegal - Sierra Leone - Somàlia - Sudan del Sud - Sudan - Tanzània - Togo - Uganda - Zàmbia |

Països beneficiaris del BAfD i FDA:
| - Nigèria - Zimbàbue |

Notes: Tots els països de la Unió Africana, inclosa Mauritània però exclosa la RASD, poden beneficiar-se del Fons Fiduciari de Nigèria.
Països membres no africans:
| - Argentina - Àustria - Bèlgica - Brasil - Canadà - Xina - Dinamarca - Finlàndia - França - Alemanya - Índia - Irlanda - Itàlia | - Japó - Kuwait - Luxemburg - Països Baixos - Noruega - Portugal - Aràbia Saudita - Corea del Sud - Espanya - Suècia - Suïssa - Turquia - Regne Unit - Estats Units |